# Wikipédia en lingua franca nova
Wikipédia en lingua franca nova (en lingua franca nova : Vicipedia en lingua franca nova) est l'édition de Wikipédia en lingua franca nova (appelée également elefen), langue construite. L'édition est lancée le 18 avril 2018,,,. Son code est : lfn.
Au 21 mars 2025, l'édition en lingua franca nova contient 4 459 articles et compte 14 391 contributeurs, dont 26 contributeurs actifs et 1 administrateur.
Les autres éditions de Wikipédia en langue construite sont, par ordre de date de lancement : espéranto créée en 2001 (367 958 articles) ;  interlingua, créée en 2002 (29 862 articles) ; volapük (40 820 articles) ; ido (54 507 articles) ; interlingue (13 091 articles) ; lojban, créées en 2004 (1 338 articles) ; novial, créée en 2006 (1 854 articles) et  kotava, créée en 2020 (29 892 articles).

## Présentation
Une première demande de création auprès de la fondation Wikimédia est refusée. Une seconde demande est formulée en 2017. Elle est finalement acceptée le 22 décembre 2017.

## Principales dates et statistiques
- 25 novembre 2008 : date de rejet de la première demande de création de l'édition.
- 18 avril 2018 : date officielle de création de l'édition de Wikipédia en lingua franca nova.
- 2 mai 2018 : l'édition de Wikipédia en lingua franca nova est la 206e édition linguistique de Wikipédia par le nombre d'articles[7] et la 290e par le nombre d'utilisateurs enregistrés[8], parmi les 303 éditions linguistiques actives.
- Le 10 décembre 2018, elle compte quelque 3 041 articles, 2 098 utilisateurs, 13 utilisateurs actifs et 2 administrateurs[9].
- Le 12 octobre 2022, elle contient 4 181 articles et compte 9 494 contributeurs, dont 24 contributeurs actifs et 1 administrateur.
- Le 3 octobre 2024, elle contient 4 446 articles et compte 13 530 contributeurs, dont 28 contributeurs actifs et 1 administrateur.